# Пейнас, Ян Симонс
Ян Симонс Пейнас (нидерл. Jan Symonsz Pynas; 1583, Алкмар — 27 декабря 1631, Амстердам) — голландский живописец, рисовальщик и гравёр Золотого века искусства Голландии. Наряду с Николасом Муйартом и Питером Ластманом считается одним из трёх главных художников-прерембрандтистов — предшественников Рембрандта . Pоманист.

## Биография
Ян Симонс был старшим братом живописца Якоба Симонса Пейнаса (1592 — после 1650). Братья Ян и Якоб родились в аристократической многодетной католической семье, в которой было девять детей. Их отец, Симонс Янс Брауэр (?—1624), торговец из Алкмара стал гражданином Амстердама в 1590 году. Их сестра Мейнсие Симонсдр Пейнас с 1611 года была замужем за художником Яном Тенгнагелем. До 1930-х годов произведения братьев Пейнас часто путали, так как свои картины они подписывали одинаково «J. Pynas».
По словам Арнольда Хоубракена, автора книги жизнеописаний «Великий театр нидерландских художников и художниц» (De Groote Schouburgh der Nederlantsche Konstschilders en Schilderessen, 1718—1721) Ян и Якоб Пейнас «хорошо рисовали пейзажи и фигуры, но Ян был лучше, чем Якоб». Ян отправился в Италию в 1605 году вместе с братом и Питером Ластманом. Там они провели несколько лет, занимаясь изучением искусства старых итальянских мастеров. Они работали в Риме и Венеции.
В Риме Ян Симонс дружил с Адама Эльсхаймером и Якобом Эрнстом Томаном фон Хагельштейном. Он стал учителем Бартоломеуса Бринберга и Стивена ван Гоора. Несколько месяцев в 1625 году после ученичества у Питера Ластмана в амстердамской мастерской известных уже в то время художников братьев Яна и Якоба Пейнас занимался Рембрандт, прежде чем открыть собственную студию в Лейдене. А в 1660 году он купил три картины Питера Ластмана и Яна Пейнаса — двух художников, которые нравились ему в начале его творческой карьеры.
Ян Симонс Пейнас скончался в 1631 году в Амстердаме; младший брат Якоб пережил его на много лет и, как полагают, умер в Делфте.

## Творчество
Ян Симонс Пейнас писал картины на библейские и мифологические сюжеты на фоне идиллических итальянских пейзажей, например, «Историческая аллегория», «Воскрешение Лазаря», «Моисей и Аарон превращают воду реки в кровь». Как и другие голландские художники Ян Симонс Пейнас много внимания уделял сюжетам из книг Ветхого Завета, которые в то время имели для голландцев, боровшихся за свою независимость, особую актуальность. Помимо живописи Пейнас много занимался рисунком и гравюрой в технике офорта. Подобно Эльсхаймеру, Николасу Муйарту, Питеру Ластману творчество Пейнаса относят к искусству романистов — поклонников итальянской, римской культуры. Братьев Пейнас также относят к группе голландских художников, называемых прерембрандтистами.
В настоящее время картины Яна Пейнаса находятся в коллекциях музеев Гааги и Амстердама, санкт-петербургского Эрмитажа, Музея изобразительных искусств в Будапеште, Национальной галерее в Праге, Philadelphia Museum of Art (Филадельфия, США) и многих других.

## Галерея
- Историческая аллегория. Между 1605 и 1610. Дерево, масло. Музей изобразительных искусств, Будапешт
- Холмистый пейзаж с водопадом и пастухом. 1610-е. Дерево, масло. Частное собрание
- Моисей и Аарон превращают воду реки в кровь. 1610. Дерево, масло. Рейксмюсеум, Амстердам
- Освобождение Святого Петра из темницы. Между 1607 и 1609. Дерево, масло. Дом-музей Рембрандта, Амстердам
- Воскрешение Лазаря. Ок. 1620. Дерево, масло. Художественный музей Филадельфии, США
- Сыновья Иакова показывают ему окровавленную одежду Иосифа. 1618. Дерево, масло. Государственный Эрмитаж, Санкт-Петербург
- Елисей и вдова с двумя сыновьями, умоляющая помочь ей с должниками. Между 1600 и 1624. Дерево, масло. Частное собрание
- Авраам приветствует ангелов. Между 1613 и 1657. Холст, масло. Атенеум, Хельсинки